# عملیات بودن‌پلاته
 عملیات بودن‌پلاته  (انگلیسی: Operation Bodenplatte) در ۱ ژانویه ۱۹۴۵ راه اندازی شد، تلاشی توسط لوفت‌وافه برای فلج کردن نیروهای هوایی متفقین در کشورهای سفلی در طول جنگ جهانی دوم.